# Корзунов, Иван Егорович
Иван Егорович Корзунов (1915—1966) — советский лётчик бомбардировочной авиации и военачальник, участник Великой Отечественной войны, Герой Советского Союза (24.07.1943). Генерал-полковник авиации (16.06.1965).

## Молодость и начало службы

Могила Корзунова на Новодевичьем кладбище.

Родился 3 мая 1915 года в Екатеринославе (ныне — Днепр). Окончил Прудковскую семилетнюю школу в 1931 году. Учился на рабфаке, работал на лесопильном заводе в Москве. Учился на рабфаке Московского инженерно-экономического института. 
В октябре 1934 года И. Корзунов был призван на службу в Рабоче-крестьянскую Красную Армию. В 1936 году окончил Военную школу морских лётчиков и лётчиков-наблюдателей имени И. В. Сталина в Ейске. С ноября 1936 года служил пилотом 45-й скоростной бомбардировочной авиационной эскадрильи 7-й скоростной бомбардировочной авиационной бригады ВВС Черноморского флота, с апреля 1938 — старший лётчик 40-го легкобомбардировочного авиаполка там же, в мае 1941 года назначен командиром звена. Член ВКП(б) с 1939 года.

## Великая Отечественная война
С первого дня Великой Отечественной войны — на её фронтах. Участвовал в обороне Одессы и Севастополя, в битве за Кавказ. В июле 1941 года летал на бомбардировщике Пе-2 бомбить объекты нефтепромыслов Плоешти, добившись прямых попаданий в заводские здания, в августе 1941 года бомбил главную румынскую военно-морскую базу Констанца и участвовал в разрушении железнодорожного моста в Черноводах. Воевал в эскадрилье Героя Советского Союза Александра Цурцумия. В мае 1942 года майор Иван Корзунов назначен командиром эскадрильи пикирующих бомбардировщиков 40-го бомбардировочного авиаполка 63-й бомбардировочной авиабригады ВВС Черноморского флота. К апрелю 1943 года он совершил 191 боевой вылет на бомбардировку важных объектов противника в его глубоком тылу.
Указом Президиума Верховного Совета СССР от 24 июля 1943 года за «успешное командование эскадрильей, героизм и отвагу, проявленные в борьбе против немецких захватчиков» майору Ивану Егоровичу Корзунову присвоено звание Героя Советского Союза с вручением ордена Ленина и медали «Золотая Звезда» за номером 1049.
В мае 1943 года стал помощником командира полка по лётной подготовке и воздушному бою, с августа 1943 года И. Е. Корзунов командовал 40-м пикирующих бомбардировщиков авиационным авиаполком (ПБАП). Полк под его командованием потопил 16 транспортов, 1 танкер, 1 тральщик, 77 малых боевых кораблей и катеров, 37 барж и других судов противника, сбил в воздухе 6 самолётов, уничтожил большое количество бронетехники, портовых сооружений и других объектов. С марта 1944 года — командир 13-й авиационной дивизии пикирующих бомбардировщиков ВВС Черноморского флота. Дивизия отлично действовала в ходе Крымской наступательной операции в апреле—мае 1944 года, за что получила почётное наименование «Севастопольская». Только в ходе этой операции лётчики дивизии потопили 11 транспортов, 1 танкер, 7 быстроходных десантных барж, 1 сухогруз, повредили 7 транспортов, 1 эсминец, 5 БДБ, сбили 12 самолётов.
За годы войны И. Корзунов совершил 254 боевых вылета, потопив 25 вражеских кораблей, был ранен. Воевал на самолётах Р-5, Р-6, СБ, Пе-2. В августе 1945 года представлялся к присвоению звания дважды Героя Советского Союза, но награда была изменена на орден Нахимова. 

## Послевоенное время
После окончания войны продолжил службу в Военно-Морском флоте, до декабря 1945 года командовал той же дивизией. В 1946 году окончил академические курсы офицерского состава ВВС и ПВО при Военно-морской академии имени К. В. Ворошилова. С ноября 1947 года — командир 88-й авиационной дивизией пикирующих бомбардировщиков ВВС Черноморского флота. С июля 1950 по июль 1953 года — командир 105-го авиационного корпуса ВВС 5-го ВМФ (Тихий океан). Затем убыл учиться в академии.
В 1955 году окончил Высшую военную академию имени К. Е. Ворошилова. В феврале 1956 года И. Корзунов был назначен командующим военно-воздушными силами Северного флота, а в марте 1966 года — заместителем командующего авиацией Военно-морского флота СССР. Скоропостижно скончался 29 октября 1966 года. Похоронен на Новодевичьем кладбище Москвы.

## Высшие воинские звания
- генерал-майор авиации (11.5.1949)
- генерал-лейтенант авиации (18.2.1958)
- генерал-полковник авиации (16.6.1965)

## Награды
- Герой Советского Союза (24.07.1943)
- Орден Ленина (24.07.1943)
- Четыре ордена Красного Знамени (9.01.1942, 18.02.1942, 29.03.1946, 5.11.1954)
- Орден Нахимова 1-й степени (15.05.1946)
- Орден Ушакова 2-й степени (13.05.1944)
- Орден Отечественной войны 1-й степени (28.05.1945)
- Орден Красной Звезды (15.11.1950)
- Медаль «За боевые заслуги» (3.11.1944)
- Медаль «За оборону Одессы»
- Медаль «За оборону Севастополя»
- Медаль «За оборону Кавказа»
- медали СССР[2].

## Память
- Указом Президиума Верховного Совета РСФСР от 11 мая 1967 года посёлок Луостари Новое в Мурманской области был переименован в Корзуново[2].
- Именем Героя названа Прудковская средняя общеобразовательная школа в Смоленской области[6].
- В честь И. Е. Корзунова было названо судно Министерства рыбного хозяйства СССР.

## Мемуары и статьи
- Корзунов И. Е. На боевом курсе. Записки офицера авиации. — М.‑Л., 1945.
- Отвага и находчивость (экипаж самолета летчика Кондрашина в боях за Севастополь в 1942 г.) // «Флаг Родины». — 1957, 4 апреля.
- Авторитет командира // «Советский флот». — 1957, 11 декабря.
- Боевыми курсами флота // «На страже Заполярья». — 1967, 23 ноября — 14 декабря.